# عزبة الصفيح (فلم)
عزبة الصفيح هو فيلم مصري، أنتج سنة 1987م من بطولة نادية الجندي وكمال الشناوي وسعيد صالح وأحمد بدير وإخراج وتأليف إبراهيم عفيفي وإنتاج محمد مختار.

## قصة الفيلم
حقق الفيلم نجاحا ساحقا حيث تجتمع فيه الكوميديا والدراما معا والتقى فيه نخبة من النجوم الكبار. يحكي الفيلم قصة قشطة ومسعود اللذان يحترفان النشل ثم جمعت بينهما الرغبة في التوبة وبدء صفحة جديدة في عزبة الصفيح غير أن أطماع محروس أبو الشامات في أرض العزبة تكسر أحلامهما فيدافعان بقوة عن أرضهم ويجمع سكان العزبة المال ويذهبون إلى أحد المحامين ليدافع عن قضيتهم ويدعي أبو الشامات أنه اشترى الأرض لكن المحامي يثبت أن العقود التي بحوزته مزورة ويتفق أهل العزبة مع المحامي على الانتقام من أبو الشامات بخطف ابنته التي كانت خطيبة المحامي إلا أن أبو الشامات فسخ خطبتهما وزوجها شريكه بالغصب فتنجح قشطة في خطف ابنة أبو الشامات واتخاذها رهينة ليرد لأهل العزبة أرضهم فيدعي الموافقة ولكنه يخطف قشطة ويعذبها وتدرك أنه زعيم عصابة تجارة المخدرات. يكتشف سكان العزبة أن أبو الشامات خطف قشطة فيدور عراك بين الطرفين ويصاب أبو الشامات وتتوالى الأحداث في نطاق درامي رائع جدا.

## إنتقادات
يذكر أن هذا الفيلم استنسخ بعد ذلك في فيلم حين ميسرة واعترضت الفنانة نادية الجندي بشدة على ذلك.